# Etienneus africanus
Genre
Espèce
Synonymes
- Hypoctonus africanus Hentschel, 1899
- Hypoctonus clarki Cooke & Shadab, 1973

Etienneus africanus, unique représentant du genre Etienneus, est une espèce d'uropyges de la famille des Thelyphonidae.

## Distribution
Cette espèce se rencontre dans le Sud du Sénégal, en Gambie, en Guinée-Bissau et  dans l'Ouest de la Guinée,.
C'est la seule espèce d'uropyges africaine.

## Description
Les mâles mesurent jusqu'à 30 mm et les femelles jusqu'à 35 mm.

## Étymologie
Son nom d'espèce lui a été donné en référence au lieu de sa découverte, l'Afrique.

## Publications originales
- Hentschel, 1899 : Zur geographischen Verbreitung der Thelyphoniden. Zoologischer Anzeiger, vol. 22, p. 429–431 (texte intégral).
- Heurtault, 1984 : Identité d’Hypoctonus africanus Hentschel et d’Hypoctonus clarki Cooke et Shadab (Arachnides: Uropyges). Revue Arachnologique, vol. 5, p. 115–123.